# Groznica
| Naziv          | Vrijednost |
| -------------- | ---------- |
| Pothlađenost   | < 35.0 °C  |
| Normalna temp. | 36–36.9 °C |
| Vrućica        | ≥ 37.0°C   |

Groznica, poznatija i kao vrućica, febrilno stanje ili pireksija, stanje je povišene temperature u ljudskom tijelu iznad normalne razine. Nastaje podražajem centra za termoregulaciju u mozgu, a predstavlja obrambenu reakciju organizma na uzročnika bolesti.
Vrućica se smatra jednim od najčešćih simptoma, a prema dostupnim podacima prisutna je u oko 30% djece te oko 75% odraslih prilikom posjeta liječniku. Uz povišenu temperaturu simptomi vezani uz groznicu mogu biti: ubrzan rad srca i ubrzano disanje, suhoća kože, promjene u sastavu mokraće, a kod jačih se oblika groznice mogu pojaviti i slušne, odnosno vizualne halucinacije te općenite smetnje percepcije (npr. objekti se čine većima nego što jesu).

## Načini mjerenja tjelesne temperature
- rektalno mjerenje (ravno crijevo)
- oralno mjerenje (usta, ispod jezika)
- aksilarno mjerenje (pazušna jama)
- membrana timpani (uho)
- beskontaktno na površini kože, u području sljepoočne arterije

## Pacijent pri različitim temperaturama
- 37 - 38 °C - pacijent se osjeća blago pregrijan.
- 38 - 39 °C - pacijent osjeća očito pregrijavanje, ima potrebu za odmorom.
- 39 - 40 °C - pacijent je bolestan, odmara se.
- 40 - 41 °C - pacijent počinje imati halucinacije.
- 41 - 42 °C - pacijent ima halucinacije, gotovo ne primjećuje okolinu, pada u komu.
- 42 °C i više - smrt pacijenta.

## Uzroci
Groznica se pojavljuje kao rezultat mnogih bolesti. Glavni uzroci su:
- infekcije: gripa, prehlada, malarija i dr.
- upale
- oštećenja tkiva
- nuspojave pojedinih lijekova (progesterona, citostatika i dr.)
- apstinencijski sindromi
- rak
- metabolički poremećaji (porfirije udnica)
- tromboembolija

## Vanjske poveznice
1. MSD Priručnik dijagnostike i terapije - vrućica
2. KBC Rijeka - Vrućica u djece